# Laekvere
Laekvere (em estoniano:  Laekvere vald) é um município rural estoniano localizado na região de Lääne-Virumaa.